# Adele Coit
Adele Coit ou Adela Coit, née Adele Gans – von Gans après l'anoblissement de son père en 1912 – (11 septembre 1863, Francfort-sur-le-Main – 7 octobre 1932, Birlings Gap, Sussex de l'Est) est une militante du droit de vote des femmes germano-britannique. Elle utilisait le surnom « Fanny » et a également porté le nom de famille Wetzlar de son premier mari ; on retrouve ainsi sa trace sous des combinaisons diverses de ces prénoms et noms de famille, par exemple « Fanny Adela Wetzlar ».

## Famille
Adele est née à Francfort-sur-le-Main, fille de l'industriel et philanthrope allemand Fritz von Gans et de sa femme Auguste (née Ettling). Son oncle maternel, David Wilhelm Ettling, dirige une filiale de Rothschild à Madrid, et la famille Gans, propriétaire d'un grossiste en colorants, Leopold Cassella & Co., est relativement prospère. Elle deviendra extrêmement riche quand l'entreprise sera devenue le plus gros fabricant mondial de colorants azoïques à la fin du XIXe siècle. Adele a deux frères, Paul Frederick (1866-1915), chimiste et pionnier de l'automobile et de l'aviation, et Ludwig Wilhelm (1869-1946), également chimiste et fondateur de Pharma-Gans.
Elle épouse en premières noces Moritz Benedikt Julius Wetzlar (1855-1892) avec qui elle aura trois enfants, Richard Wetzlar, Elizabeth Anne Augusta Wetzlar et Margaret Helene Wichert. Margaret (également connue par la suite sous les noms de Margaret Wetzlar Coit,  Margery Coit ou Margy Coit) sera comme sa mère impliquée dans le mouvement pour le suffrage féminin ; elle sera notamment déléguée de la Women's Spiritual Militancy League au congrès de l'Alliance internationale pour le suffrage des femmes de Budapest en 1913.

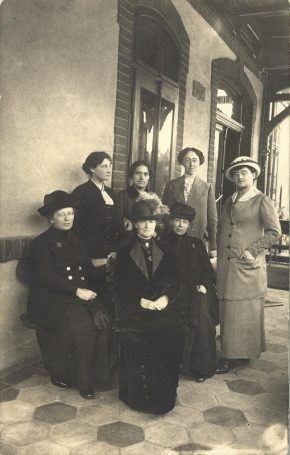
Margy Coit (Margaret Helene Wichert), fille d'Adele, avec les principales meneuses du mouvement suffragiste, dont Rosika Schwimmer, au Congrès international pour le Suffrage des Femmes de Budapest en 1913.

Après la mort de son premier mari, elle se remariera en 1898 au docteur Stanton Coit (1857-1944), écrivain et philanthrope américain, devenu sujet britannique en 1903, leader du mouvement éthique (en) au Royaume-Uni. Ils auront une fille, Virginia Flemming.

## Activité militante
Coit était une militante du droit de vote des femmes, et la seule femme élue à la Royal Institution en 1898,. Elle participe avec son mari au congrès fondateur de l'Alliance internationale pour le suffrage des femmes à Berlin en 1904. Elle en deviendra la trésorière en 1907, et continuera à travailler activement pour l'Alliance tout au long de la Première Guerre mondiale. En 1907 toujours, elle rejoint la Women's Social and Political Union (WSPU, les « Suffragettes » historiques). En 1911, elle tient une réunion de salon pour la Women's Tax Resistance League,,, . En 1912, elle quitte la WPSU pour rejoindre l'organisation rivale des National Union of Women's Suffrage Societies (les « Suffragists ») et devient membre du premier Election Fighting Fund Committee (EFF) en 1913. À partir de cette date, elle devient également membre du comité exécutif de la  London Society for Women's Suffrage.